# Camí del Mas del Larrard
El Camí del Mas del Larrard és un camí del terme de Reus a la comarca catalana del Baix Camp. També se'n diu camí del Maset de Montserrat.
El camí transcorre per la partida de la Vinadera, tant pel bocí de Vila-seca com pel bocí de Reus. Arrenca del Camí del Castell, al terme de Vila-seca, a la banda sud de l'actual autopista AP-7, la travessa per sota i va en paral·lel un tros. Gira cap al nord-oest, on agafa el nom de Camí del Mas del Plana, ja que porta també al sanatori de Villablanca, fa durant un tram, frontera amb el terme de Vila-seca, i passa vora el Mas del Larrard Vell fins a arribar al Maset de Montserrat, que és al terme de Vilaseca, dins la mateixa partida de la Vinadera. Abans, un ramal va cap al Mas del Larrard Nou, ramal que al final enllaça amb el Camí dels Morts.